# ماگوش‌لیگت
ماگوش‌لیگت (به مجاری:  Magosliget) یک منطقهٔ مسکونی در مجارستان است که در ناحیه فهردیارمات واقع شده‌است. ماگوش‌لیگت ۵٫۱۸ کیلومتر مربع مساحت و ۳۱۵ نفر جمعیت دارد.